# Анисимов, Андрей Геннадьевич (1979)
Андре́й Генна́дьевич Ани́симов (род. 27 апреля 1979 года, Ульяновск, Ульяновская область, РСФСР, СССР) — российский хоккеист.

## Биография
Воспитанник ульяновской хоккейной школы. В 1995 году вошёл в состав нижегородского «Торпедо-2», игравшего в первой лиге чемпионата России, а в 1997 году и в состав «Торпедо», выступавшего в Межнациональной хоккейной лиге, позже в Суперлиге чемпионата России.
Вплоть до 2006 года неоднократно возвращался в них, а также играл в других нижегородских клубах — заволжском «Моторе» (1999—2001), кстовском «Лукойл-Волга» (2002/2003) и клубе «Саров» (2004/2005).
Наряду с ними выступал в составе кирово-чепецкой «Олимпии» (2002—2004) и клубе «Белгород» (2005/2006).